# 자동 분석기

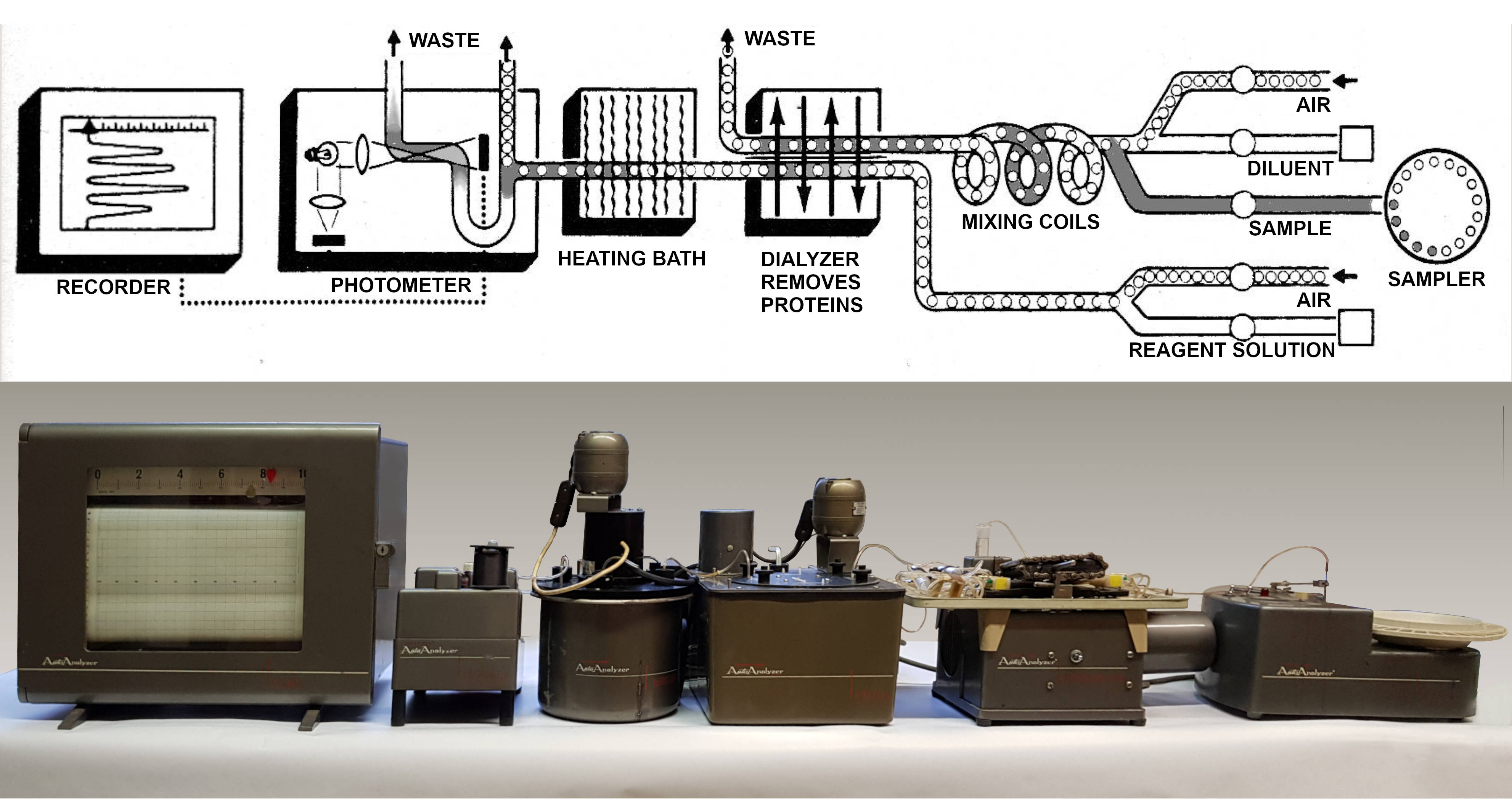
오토애널라이저 - 테크니콘

자동 분석기 또는 오토애널라이저(AutoAnalyzer)는 연속 흐름 분석(continuous flow analysis, CFA), 또는 테크니콘 코퍼레이션(Technicon Corporation)에서 최초로 만든 SFA(segmented flow analysis)라는 흐름 기술을 사용하는 자동화된 분석기이다. 이 장비는 1957년 레너드 스케그스(Leonard Skeggs) 박사가 발명했으며 잭 화이트헤드의 테크니콘 코퍼레이션에서 상용화했다. 첫 번째 응용은 임상 분석을 위한 것이었지만 곧 산업 및 환경 분석 방법이 뒤따랐다. 이 디자인은 지속적으로 흐르는 흐름을 기포로 분할하는 것을 기반으로 한다.

## 현재 용도
오토애널라이저는 여전히 신생아 선별검사나 Anti-D와 같은 일부 임상 응용 분야에 사용되지만 대부분의 장비는 이제 산업 및 환경 작업에 사용된다. ASTM(ASTM 인터내셔널), 미국 환경 보호국(EPA) 및 국제 표준화 기구(ISO)에서는 아질산염, 질산염, 암모니아, 사이안화물 및 페놀과 같은 환경 분석물질에 대한 표준화된 방법을 발표했다. 자동 분석기는 토양 테스트 실험실, 비료 분석, 공정 제어, 해수 분석, 공기 오염 물질 및 담배 잎 분석에도 일반적으로 사용된다.